# Вуличний кіт на ім'я Боб (книга)
«Вуличний кіт на ім’я Боб» — перша книжна, біографічна повість британського автора Джеймса Бовена, написана у співавторстві із відомим британським біографом Гаррі Дженкінсом, видана у 2010 році. 

## Сюжет
Книга написана у стилі своєрідного особистого щоденника, в якому автор намагається бути правдивим і щирим зі своїм читачем. Події повісті розгортаються на вулицях Лондона, де колишній безхатько Джеймс Бовен, який прагне перебороти наркозалежність перейшовши на трохи легший препарат і почавши заробляти вуличною грою на гітарі наткнувся в під'їзді свого соціального житла на бездомного кота. Припускаючи, що кіт комусь належить, Джеймс просто повернувся у свою квартиру. Коли Джеймс виявив кота на порозі на наступний день, він занепокоївся, і помітив, що у кота немає нашийника, а також зауважив інфіковану рану на лапі. Коли Джеймс переконався, що ніхто з мешканців не претендує на кота, він вирішив допомогти йому самостійно. Бовен відвів кота до найближчого пункту благодійної ветеринарної хірургії, і коли на лікування інфікованих ран тваринного потрібні були антибіотики, Джеймс віддав майже всі гроші, зароблені в той день, на їх покупку. Щоб переконатися, що кіт пройшов повний двотижневий курс лікування і рана його більше не турбує, Бовен вирішив взяти його до себе на час, поки не знайдеться господар тварини. Коли він не зміг знайти абсолютно ніякої інформації про власника кота, він вирішив просто випустити його на вулицю, сподіваючись що він знайде шлях додому. Але замість цього кіт став постійно слідувати за Джеймсом, навіть тоді, коли він вирушав на роботу вуличного музиканта автобусом. Джеймс забрав його додому, попри те, що не мав коштів на утримання кота, оскільки зрозумів, що Боб — кіт, який врятує його життя. Турбота про здоров'я і добробут нового друга спонукають Джеймса до прийняття життєво важливих рішень. Через те, що Бобу дуже подобалося проводжати Джеймса на роботу, Джеймс змайстрував джгут зі шнурків і став супроводжувати його на свої регулярні місця на Ковент-Гарден і Пікаділлі на автобусі 73, до вікон якого Боб дуже любив притискатися. Реакція публіки була позитивною, і пара Боб-Джеймс стала популярною. Джеймсу довелося перестати грати на гітарі на вулиці, позаяк у нього могли з'явитися проблеми з законом. Замість цього він знайшов більш безпечний і легальний спосіб заробітку — продаж журналів "The Big Issue". Коли люди почали завантажувати відео з Джеймсом і Бобом на YouTube, туристи почали відвідувати Ковент-Гарден частіше, часом навіть тільки для того, щоб просто побачити їх. Саме тоді Джеймс вирішив припинити лікування метадоном і перестати вживати наркотики. Він пояснює своє рішення появою Боба.

### Історія книги
Одного разу публічні виступи Джеймса і Боба привернули увагу газети «Іслінгтон Трібюн» (англ. Islington Tribune), яка вперше опублікувала їх історію в вересні 2010 року . Цю історію прочитала Мері Пакнос, літературний агент, відповідальний за права повісті «Марлі і Я» авторства Джона Грогана у Великій Британії. Мері звела Джеймса Бовена з Гаррі Дженкінсом для написання біографії Джеймса. Видавничій дім Hodder & Stoughton погодився на друк книжки.
Готуючись до першої автограф-сесії, Бовен очікував максимум 50 людей, тому був здивований такою цікавістю до їх з Бобом історії.
|                | Я не думаю, що навіть Ходдер сподівався, що явка буде більшою, але коли черга вишикувалась на весь квартал, коли довелось стримувати натовп, а ми продали понад 300 примірників, я подумав: "Як? Це стосується лише мене, Боба та мого життя, роздуми про те, який я не ідеальний. Чому люди так закохані в цього малюка, який увійшов у моє життя?" |
| — Джеймс Бовен | |

Після випуску першої книги було продано понад 1 млн екземплярів тільки у Великій Британії , книга була переведена на більш ніж 30 мов (в тому числі і українською) і провела понад сімдесят шість тижнів на вершині списку бестселерів The Sunday Times . Повість «Вуличний кіт на ім'я Боб і як він врятував мені життя» була опублікована в США 30 липня 2013 року і потрапив в список бестселерів New York Times під номером 7 . У 2016 році за мотивами цієї книги вийшов фільм «Вуличний кіт на ім'я Боб».

## Персонажі
- Джейсм Бовен — головний герой, вуличний музикант, який прагне подолати наркозалежність.
- Боб — головний герой, кіт.

## Нагороди
«Вуличний кіт на ім'я Боб» був номінований на Британську Національну Книжкову нагороду (UK's National Book Awards) в популярній категорії нон-фікшн в листопаді 2012 року.
У березні 2014 року книга «Вуличний кіт на ім'я Боб» потрапила на 7 місце в списку підліткових книг, що найбільш надихають за результатами опитування для Всесвітнього Дня книги .

## Фільм
Основна стаття: Вуличний кіт на ім'я Боб (фільм)

## Критика
Попри величезні продажі багато читачів, особливо англійської версії, відзначають незрілість письменницького стилю Джеймса, недосконалість будови тексту, певну повторюваність, однак при цьому констатують щирість та справжність персонажів та їх історію. 
|            | Я оглядаю цю книгу в надії, що якщо ви її ще не прочитали, ви вийдете і придбаєте її або замовите сьогодні. Це не мила маленька «котяча» історія. Це історія про одужання героїнового наркомана, який заробляє як вуличний музикант у лондонському Ковент-Гардені. (I am reviewing this book in the hope that if you have not already read it you will go out and buy it or order it today. This is not a cute little ‘cat’ story. This is the story of a recovering heroin addict scraping by as a street busker in London’s Covent Garden). |
| — Енн Ліїн | |

## Реакція на книгу в Україні
|                                        | Дивовижна історія про те, як кіт рятує життя людини. У цій книжці все по-справжньому. Жодного вимислу. Джеймс Бовен справді був наркоманом, безхатченком і вуличним музикантом. Якось він знайшов рудого кота - істоту, яка своєю відданістю повернула молодому чоловіку прагнення змін і смак до життя. Простоту оповіді, яка інколи межує з примітивністю, цілком компенсує щирість та емоційність. |
| — Анастасія Герасимова для ВВС Україна | |

|                                       | Невигадлива, але щира розповідь про двох невдах: колишнього наркомана і кота-безхатька, поступово виявляється історією справжньої дружби, боротьби і перемоги над світом злиднів і байдужості. Відверто і без прикрас Джеймс Бовен розповідає про складний підлітковий вік, власні помилки і їх наслідки, про десять років героїнової залежності, що здавалися суцільним сном, який тягнув його на дно так глибоко, що повернутися до нормального життя здавалося неможливим. Чарівне руде котисько з’являється у житті Джеймса мов хвостатий ангел-рятівник, і далі життя хлопця починає обертатися навколо Боба. |
| — Олександра Орлова для Блогу Yakaboo | |

|                     | Ця історія здається доволі простою, але лише тому, що автор не є професійним письменником і не ставив собі за мету вразити читачів якимись словоблудними вивертами. Йому важливо було розказати про події, які вплинули саме на його життя, без прикрас. І це неабияк вдалося. А ще на фоні основної лінії можна поспостерігати за частиною життя сучасного Лондона з позиції, яку не так часто можна зустріти у якихось художніх книжках, фільмах чи серіалах. Загалом же це одна з тих книг-історій, які поселяють в душу трохи тепла і віри у дива, яких нам так не вистачає у житті. Яскрава пляма – як рудий Боб посеред сірих лондонських вулиць. |
| — Андрій Мартиненко | |

## Переклади українською
- Джеймс Бовен. Вуличний кіт на ім'я Боб. — К. : Рідна мова, 2016. — 208 с. — ISBN 978-966-917-098-9.